# Pedologia

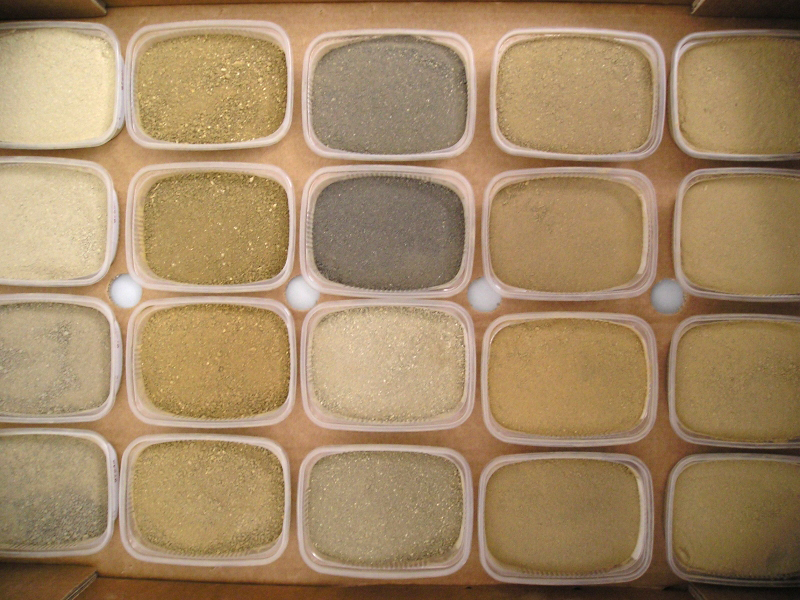
Diversos tipos de solo

Pedologia (do grego pedon [solo, terra]) é o estudo dos solos no seu ambiente natural. É ramo da geografia física, e é um dos dois ramos das ciências do solo, sendo o outro a edafologia. No entanto enquanto a pedologia considera o solo como um corpo natural, um produto sintetizado pela natureza e submetido à ação de intemperismos, a edafologia imagina o solo como viveiro natural para os vegetais.
A pedologia estuda a pedogênese, a morfologia e a classificação de solos.